# Магальская сельская община
Магальская сельская община (укр. Магальська сільська громада) — территориальная община в Черновицком районе Черновицкой области Украины.
Административный центр — село Магала.
Население составляет 9570 человек. Площадь — 82,5 км².
В соответствии с распоряжением Кабинета Министров Украины от 12 июня 2020 года, в состав общины вошла территория Магальского и Редковского сельских советов упразднённого Новоселицкого района

## Населённые пункты
В состав общины входит 5 сёл:
- Магала
  - Буда
  - Острица
  - Прут
- Редковский старостинский округ:
  - Редковцы